# مامورو اوشی
مامورو اوشی (انگلیسی: Mamoru Oshii؛ زاده ۸ اوت ۱۹۵۱) یک کارگردان، فیلم‌نامه‌نویس، و مانگاکا اهل ژاپن است.

## کارگردانی
| سال       | عنوان                       | نوع       | رسانه            | توضیحات             |
| --------- | --------------------------- | --------- | ---------------- | ------------------- |
| ۱۹۸۰–۱۹۸۱ | ماجراجویی‌های شگفت‌انگیز نیلز | پویانمایی | مجموعه تلویزیونی | کارگردانی ۱۸ اپیزود |
| ۱۹۸۱–۱۹۸۲ | بل و سباستین                | پویانمایی | مجموعه تلویزیونی | کارگردانی ۲ اپیزود  |
| ۱۹۹۵      | شبح درون پوسته              | پویانمایی | Feature Film     |                     |
| ۲۰۰۴      | شبح درون پوسته ۲: اینوسنسو  | پویانمایی | Feature Film     |                     |
| ۲۰۰۸      | شبح درون پوسته              | پویانمایی | Feature Film     |                     |